# Андреев, Андрей Парфёнович
Андре́й Парфёнович (Порфирьевич) Андре́ев (5 сентября 1855, Нарва, — 7 апреля 1924, Белград) — русский контр-адмирал, участник русско-японской войны.

## Биография
Родился в семье смотрителя Нарвского и Гдовского училищ. Православный.
Семья: женат(1904), жена Любовь Ивановна, урождённая Морозова, дочь кронштадтского купца 3-й гильдии И. Морозова.
- 15 сентября 1872 зачислен в Морское училище. В службе с 1873 года.
- 30 мая — 19 августа 1873 — Плавание на корвете «Варяг».
- 28 мая — 19 августа 1874 — Плавание на корвете «Гиляк».
- 28 мая — 20 августа 1875 — Плавание на корвете «Боярин»
- 1 мая 1876 — окончил Морское училище 41-м по списку и приказом по морскому ведомству № 53 произведён по экзамену в гардемарины.
- 19 мая 1876 — зачислен в 4-й флотский экипаж.
- 25 мая — 14 сентября 1876 — Плавание на мониторе «Лава».
- 26 мая — 10 октября 1877 — Плавание на корвете «Гридень».
- 01 апреля — 10 октября 1877 — Плавание на пароходе «Цимбрия».
- 30 августа 1877 — произведён в мичманы.
- 1878—1879 — командирован в Нью-Йорк, на крейсера, закупленные Россией в США. 9 сентября 1878 — 23 июня 1879 — И. д. вахтенного начальника крейсера «Европа» в ходе перегонке корабля в Россию.
- В 1878 — входил в военный кружок будущего организатора партии «Народная Воля» В. Дружинина[1] в Кронштадте.
- 5 сентября — 12 октября 1879 — Вахтенный начальник крейсера «Забияка».
- 1 января 1882 — Высочайшим приказом по морскому ведомству № 48 произведён в лейтенанты.
- 3 марта 1882 — Командир 2-й роты фрегата «Владимир Мономах».
- 7 апреля 1882 зачислен в 1-й флотский экипаж.
- 9 апреля 1882 — Командир роты в составе экипажа фрегата «Генерал-Адмирал».
- 4 мая — 27 сентября 1882 — Плавание на пароходофрегате «Олаф».
- 1883 — в составе отряда миноносок Шхерной эскадры.
- 23 мая — 1 июля 1884 — Плавание на броненосной батарее «Первенец».
- 16 июля — 27 декабря 1884 — В отставке (по др. с 17.07.1884). В 1884 г. привлекался к дознанию по делу Военной организации «Народной воли»; после «чистосердечного раскаяния» освобождён от наказания. 27.12.1884 г. возвращён на службу во флот (по др. д. 23.12.1884).
- 7 апреля — 6 сентября 1885 — Плавание на броненосном фрегате «Адмирал Спиридов»
- 5 сентября 1885 — 28 ноября 1886 — Слушатель Артиллерийского офицерского класса.
- 1 января 1886 — Приказом Его Императорского Высочества Генерал-Адмирала по Морскому ведомству № 2 по засвидетельствованию начальства об отлично-усердной службе объявлена благодарность.
- 15 мая — 20 июля 1886 — Броненосная батарея «Первенец».
- 20 июля — 12 сентября 1886 — Броненосная лодка «Русалка».
- 1889—1890 — Слушатель Минного офицерского класса (по другим данным — Николаевской Морской академии).
- 16 августа 1890—1891 — Командир 1-й роты броненосного фрегата «Память Азова».
- 6 января 1892 — Высочайшим приказом по Морскому ведомству № 608 зачислен на капитан-лейтенантский оклад содержания на основании ст. 4 кн. XIII Свода Морских Постановлений с 6.11.1891 г.
- 11 апреля 1892 — Старший офицер броненосца береговой обороны «Тифон».
- 1893—1894 — В составе минного отряда командует миноносцами № 52 и «Свеаборг» в плаваньях по Финскому заливу.
- 6 декабря 1894 — Капитан 2-го ранга.
- 1895—1896 — Старший офицер крейсера 2-го ранга «Пластун», эскадренного броненосца «Полтава» и член экипажного суда. Окончил Артиллерийский офицерский класс и зачислен в артиллерийские офицеры 2-го разряда (1896).
- 1896—1898 — Старший офицер крейсеров «Генерал-адмирал» и «Герцог Эдинбургский» в ходе заграничного плавания.
- 8 сентября 1897 — Всемилостивейше разрешено принять и носить пожалованный Французский орден Почётного легиона офицерского креста и пожалованный Прусский орден Красного Орла 3-го класса.
- 21 мая — 17 сентября 1889 — Плавание на броненосном фрегате «Генерал-Адмирал»
- 6 декабря 1898 — 6 декабря 1902 — Высочайшим приказом по Морскому ведомству № 218 назначен командиром крейсера 2-го ранга «Вестник» в составе учебного отряда судов Морского Кадетского Корпуса.
- 1899 — Окончил курс военно-морских наук при Николаевской Морской академии.
- 27 мая 1902 — Командир 2-го флотского экипажа.
- 27 мая 1902 — Всемилостивейше разрешено принять и носить пожалованный Французский орден Чёрной Звезды командорского креста.
- 17 июня 1902 — Приказом Его Императорского Высочества Генерал-Адмирала по Морскому ведомству № 119 уволен в отпуск по болезни, внутри Империи, на 2 месяца.
- 6 декабря 1902 — Высочайшим приказом по Морскому ведомству № 447 произведён в капитаны 1-го ранга, «за отличие по службе», с отчислением от должности командира КР «Вестник», на основании ст. 137, кн. VIII Св. М. П., изд. 1898 года.
- 26 мая 1903 — Высочайшим приказом по Морскому ведомству № 479 назначен заведующим учебной командой строевых квартирмейстеров Балтийского флота.
- 5 января 1904 — Высочайшим приказом по Морскому ведомству № 518 назначен командиром КР «Россия».
- На 1904 — состоял в 10-м флотском экипаже.
- 5 января — 11 октября 1904 — Командир броненосного крейсера «Россия» в составе Владивостокского крейсерского отряда.
  - «12 апреля (1904), отряд К. П. Иессена перехватил в море и потопил другой пароход — „Хагинура-Мару“, после чего адмирал отправил миноносцы во Владивосток. Ночью русские крейсера встретили возвращавшийся в Гензан после демонстративной высадки десанта пароход „Кинсю-Мару“, оставленный X. Камимурой и командиром 2-го японского отряда миноносцев без должной защиты. По приказанию контр-адмирала Иессена командир крейсера „Россия“ капитан 1-го ранга А. П. Андреев после досмотра потопил „Кинсю-Мару“ миной Уайтхеда[2] и артиллерией.»
  - Об Андрееве писали: «Болезненный, нервный в обычной обстановке, в бою он выказал небывалое хладнокровие и мужество, весело разговаривал с матросами близ орудий, чем сильно поддерживал боевые настроения. Старший офицер крейсера капитан 2-го ранга Вл. Ив. Берлинский был убит наповал, когда стоял рядом с командиром… — Не уносите его с мостика, — велел Андреев. — Накройте Андреевским флагом, и пусть остаётся с нами…»[3]
  - «Старший минный офицер Н. Г. Рейн, с начала боя заменил в должности старшего офицера убитого капитана 2 ранга В. И. Берлинского, бессменно управлял крейсером командир капитан 1 ранга А. П. Андреев. „Команда молодцом и проявляет удивительную заботливость об офицерах: и воды притащит, и что-нибудь подставит, чтобы дать присесть, а с ранеными обращались просто трогательно“, — рассказывал участник боя.»[4]
- Приказом командующего флотом в Тихом океане № 224 от 4 сентября 1904 года капитан 1-го ранга Андреев отправлен в отпуск по болезни на 4 месяца с сохранением содержания.
- 11 октября 1904 — Высочайшим приказом по Морскому ведомству № 574 отчислен от должности командира КР «Россия», по болезни.
- 18 сентября 1905 — Командир 10-го флотского экипажа.
- 1906 — Временно исполняющий обязанности начальника штаба Кронштадтского порта.
- 28 августа 1906 — В звании контр-адмирала с увольнением от службы по болезни.
- 7 апреля 1924 года скончался в эмиграции, в Белграде (Югославия). Похоронен на Новом Кладбище.

## Отличия
Ордена:
- Орден Святого Станислава III степени (1 января 1888 года) за внутреннее плавание.
- Орден Святой Анны III степени (1 января 1892 года) «за плавание с Его Императорским Высочеством Наследником Цесаревичем».
- Орден Святого Станислава II степени (14 мая 1896 года)
- Орден Святой Анны II степени (1 января 1901 года) за внутреннее плавание.
- Орден Святого Владимира IV степени с бантом (22 сентября 1902 года) «за выслугу 25 лет в офицерских чинах и совершение 8 шестимесячных морских кампаний».
- Орден Святого Владимира III степени с мечами (7 июня 1904 года) "За отличную распорядительность и храбрость, проявленные во время крейсерства в Японском море и при захвате японского военного транспорта «Кинсиу-Мару».
- Орден Святого Георгия IV степени (27 сентября 1904 года) «За отличную храбрость, мужество и самоотвержение, проявленные в бою Владивостокского крейсерского отряда с неприятельскою эскадрою 1-го августа 1904 года».

Медали:
- Медаль «В память царствования императора Александра III» (1896)
- Медаль «В память коронации Императора Николая II» (1898)
- Светло-бронзовая медаль «В память русско-японской войны» (1906)

Иностранные награды:
- Французский орден Почётного легиона офицерского креста (8 сентября 1897 года)
- Прусский орден Красного Орла 3-го класса (8 сентября 1897 года)
- Французский орден Чёрной Звезды командорского креста (27 мая 1902 года)